# Port Alice
Port Alice es un pueblo canadiense situado en la provincia de Columbia Británica.

## Superficie
Port Alice tiene una superficie de 7,03 km².

## Demografía
En 2021, tenía 739 habitantes, una densidad poblacional de 105,1 hab./km², y 538 viviendas.